# Parti des industriels et des entrepreneurs
Ne doit pas être confondu avec Parti des industriels et entrepreneurs d'Ukraine.
Le Parti des industriels et des entrepreneurs (en turkmène : Türkmenistanyň Senagatçylar we Telekeçiler partiýasy) est un parti politique turkmène. Le parti est créé en août 2012 et constitue le premier parti d'opposition dans le pays,. Le 10 juin 2013, le dirigeant du parti, Ovezmammed Mammedov, est élu à l'Assemblée nationale du Turkménistan lors d'une élection partielle portant sur cinq sièges vacants. Le parti est largement vu comme un outil du Parti démocratique du Turkménistan afin que les critiques ne puissent pas dire que le Turkménistan est un état à parti unique, plutôt qu'un réel parti d'opposition.